# Green computing
Informatica Verde (dall'inglese "green computing" o green IT), si riferisce ad un'informatica ecologicamente sostenibile. Si occupa dello studio e della messa in pratica di tecniche di progettazione e realizzazione di computer, server, e sistemi connessi come ad esempio monitor, stampanti, dispositivi di archiviazione, reti e sistemi di comunicazione efficienti con impatti ambientali più o meno limitati (ma non completamente "nulli"). La green IT si pone un duplice obiettivo: il raggiungimento di un tornaconto economico e di buone prestazioni tecnologiche, rispettando le responsabilità sociali, ambientali ed etiche. Quindi comprende la sostenibilità ambientale, l'efficienza energetica, il costo totale di proprietà, che comprende il costo di smaltimento e riciclaggio. La green IT è lo studio e l'utilizzo di tecnologie informatiche in modo efficiente."

Con la crescente consapevolezza che le emissioni di gas serra da parte dell'uomo sono un fattore importante per il riscaldamento globale, le imprese, i governi e la società in generale hanno ora un nuovo importante ordine del giorno: come affrontare le questioni ambientali e l'adozione di pratiche ecocompatibili. Rendere i nostri prodotti IT, le applicazioni e i servizi "verdi" è sì una pratica economica, ma anche un imperativo ambientale legato alla nostra responsabilità sociale Di conseguenza, un numero crescente di fornitori IT e gli utenti si stanno muovendo verso la green IT aiutando in tal modo la costruzione di una società e un'economia ecologicamente sostenibili.
Gli obiettivi dell'informatica verde sono simili a quelli della chimica verde; massimizzare l'efficienza energetica nel corso della vita del prodotto, e di promuovere la riciclabilità o la biodegradabilità di prodotti defunti e degli scarti di fabbrica.
Gli scienziati impiegati esaminano gli argomenti e le questioni chiave dell'efficienza energetica nell'informatica e promuovono ambienti user friendly, varie tecnologie per computer e sistemi volti all'uso efficiente dei computer, progettazione di algoritmi e sistemi per tecnologie environmentally friendly, e un'ampia gamma di argomenti correlati.

## La strada per l'informatica verde
Per affrontare in modo efficace e completo l'impatto dei computer sull'ambiente, dobbiamo adottare un approccio olistico e rendere l'intero ciclo di vita più ecologico affrontando il problema della sostenibilità ambientale, sulla base dei seguenti quattro percorsi complementari:
- Utilizzo Verde — ridurre il consumo di energia da parte dei computer e degli altri sistemi informatici e utilizzarli in modo ecologicamente corretto
- Smaltimento Verde — revisionare e riutilizzare i vecchi computer, riciclare tutti i dispositivi elettronici non reimpiegabili
- Progettazione Verde — la progettazione a basso consumo energetico e componenti dell'ambiente, computer, server, apparati per il raffreddamento, e data center
- Fabbricazione Verde — realizzare componenti elettronici, computer e altri sottosistemi con un minimo impatto ambientale

Questi quattro percorsi abbracciano diverse aree di interesse e attività che includono:
- design per la sostenibilità ambientale
- computer energeticamente efficienti
- power management
- progettazione dei data center, della configurazione e della posizione
- virtualizzazione dei server e dei desktop
- responsabilità di smaltimento e riciclaggio
- conformità normativa
- misurazioni verdi, strumenti di valutazione, e la metodologia
- attenuazione dei rischi connessi all'ambiente
- utilizzo di fonti energetiche rinnovabili
- eco-etichettatura dei prodotti IT

I moderni sistemi informatici si basano su un mix complesso di persone, reti e hardware; quindi in quanto tale, un'iniziativa green IT deve essere di natura sistemica, e affrontare dei problemi sempre più sofisticati.
Gli elementi che contraddistinguono una soluzione potrebbero comprendere la soddisfazione dell'utente finale, la ristrutturazione gestionale, la conformità alle normative, l'eliminazione dei rifiuti elettronici, telelavoro, virtualizzazione di risorse del server, utilizzo dell'energia, soluzioni a livello di client snelle, e il ritorno sull'investimento (ROI).
L'imperativo per le aziende ad assumere il controllo del loro consumo di energia, per la tecnologia e più in generale, rimane quindi alto. Uno degli strumenti più efficaci di gestione di potenza disponibili nel 2009 può ancora essere semplicemente il senso comune.

## Origini
Nel 1992, la Environmental Protection Agency, l'agenzia americana per la protezione ambientale, creò il progetto Energy Star, un programma di etichettatura volontaria che fu progettato per promuovere e riconoscere l'efficienza energetica nei monitor, apparecchiature di controllo del clima, e altre tecnologie. Ciò ha comportato l'adozione diffusa dello sleep mode, nei dispositivi elettronici di consumo. Il termine "green computing", fu probabilmente coniato poco dopo l'avvio del programma Energy Star. È però possibile trovare diversi articoli datati prima del 1992 che utilizzano il termine in tal senso. Simultaneamente, l'organizzazione svedese TCO Development lanciò la TCO Certification, un programma per promuovere l'abbassamento delle emissioni elettromagnetiche provenienti dal tubo catodico su cui si basavano i monitor per PC. Questo progetto venne poi arricchito includendo i criteri sul consumo energetico, ergonomia, e materiali pericolosi utilizzati nell'edilizia.

## Regolamentazioni e iniziative industriali
L'organizzazione per la cooperazione e lo sviluppo economico (OECD) pubblicò un sondaggio composto da più di 90 iniziative, governative e industriali, riguardanti la GreenIT. Il rapporto concluse che le iniziative erano più incentrate sul rendere ecologici i sistemi ICT stessi piuttosto che sul contrastare il riscaldamento globale e il degrado ambientale attraverso l'utilizzo di applicazioni ICT. In generale, solo il 20% delle iniziative hanno obiettivi misurabili, inoltre i programmi governativi tendono a includere obbiettivi di questo tipo più frequentemente rispetto alle associazioni commerciali.

### Governi
Diverse agenzie governative continuano a creare standard e regolamenti per incoraggiare la GreenIT. Il programma Energy Star è stato rivisitato nell'Ottobre 2006 per includere requisiti di efficienza più severi per le attrezzature informatiche, oltre ad un sistema di graduatorie per i prodotti precedentemente approvati.  La direttiva 2002/95/EC emanata dall'unione europea (RoHS), sulla riduzione delle sostanze pericolose, e la direttiva 2002/96/EC (WEEE) sui rifiuti di apparecchiature elettriche ed elettroniche richiese la sostituzione di metalli pesanti e ritardanti di fiamma come PBB e PBDE in tutte le apparecchiature elettroniche immesse sul mercato a partire dal 1º luglio, 2006. Le direttive posero la responsabilità ai produttori per la raccolta e il riciclo dei vecchi apparecchi (il modello della responsabilità del produttore).

### Industria
- Il Climate Savers Computing Initiative (CSCI) si propone di ridurre il consumo di energia elettrica dei PC sia nelle fasi di attività che in quelle di inattività. Il CSCI fornisce, attraverso i membri delle sue organizzazioni, un catalogo di prodotti verdi ed informazioni per ridurre il consumo di energia nei PC. È stato avviato il 12 giugno 2007. Il nome deriva dal programma World Wildlife Fund che fu lanciato nel 1999. Anche il WWF è membro del Computing Initiative.
- Il Green Electronics Council fornisce lo strumento di Valutazione ambientale per i prodotti elettronici, ovvero l'EPEAT (Electronic Product Environmental Assessment Tool) per l'acquisto di prodotti informatici più sostenibili. Il Consiglio valuta le apparecchiature informatiche in relazione a 51 criteri, di cui 23 obbligatori e 28 facoltativi, per valutare le caratteristiche di efficienza e sostenibilità del prodotto. Ai prodotti viene assegnata la classe oro, argento o bronzo, a seconda del numero di criteri che soddisfano.  Il 24 gennaio 2007, il Presidente degli USA George W. Bush emise l'ordine esecutivo 13423, che ha imposto a tutti gli organismi federali degli Stati Uniti di utilizzare l'EPEAT per l'acquisto di sistemi informatici.
- Il Green Grid è un consorzio globale che si occupa della promozione dell'efficienza energetica nei centri di elaborazione dati e nel mercato degli ecosistemi informatici. La sua fondazione è avvenuta nel febbraio del 2007 da parte di alcune tra le più importanti aziende del settore come AMD, APC, Dell, HP, IBM, Intel, Microsoft, Rackable Systems, SprayCool, Sun Microsystems e VMware. Il Green Grid è cresciuto fino a coinvolgere centinaia di membri, compresi gli utenti finali e le organizzazioni governative, tutti impegnati nel migliorare l'efficienza delle infrastrutture dei centri di elaborazione.
- La lista Green 500 valuta i supercomputer per il loro tasso di efficienza energetica (megaflops/watt), indirizzandoli verso lo sviluppo dell'efficienza piuttosto che le prestazioni assolute.
- La Green Comm Challenge è un'organizzazione che promuove lo sviluppo della tecnologia per la conservazione dell'energia e soluzioni nel campo della tecnologia informatica e di quelle per la comunicazione.
- Il Transaction Processing Performance Council (TPC), è una specifica energetica che consente di migliorare le prestazioni TPC esistenti e permette di verificare il consumo energetico in rapporto alle prestazioni, attraverso la pubblicazione dei dati.
- La SPEC Power è il primo standard di rilevamento industriale per la misurazione del consumo energetico dei computer server in rapporto alle loro prestazioni.

## Strategie
Nell'articolo "Sfruttando la tecnologia informatica verde: principi e pratiche", San Murugesan definisce il campo dell'Elaborazione Verde come "lo studio e la pratica della progettazione, produzione, utilizzo e smaltimento di computer server e relativi sottosistemi, come monitor, stampanti, memorie di massa, sistemi di rete e di comunicazione, in modo efficiente ed efficace con il minimo impatto sull'ambiente". Murugesan definisce quattro vie lungo le quali ritiene che gli effetti ambientali dell'informatica dovrebbero essere affrontati:
- uso sostenibile
- smaltimento sostenibile
- progettazione sostenibile
- produzione sostenibile

L'elaborazione verde può anche sviluppare soluzioni che offrano benefici "allineando tutti i processi e le pratiche informatiche ai principi fondamentali della sostenibilità, che sono ridurre, riutilizzare, riciclare; inoltre trovare modi innovativi per utilizzare le tecnologie informatiche nelle attività aziendali e fornire benefici di sostenibilità alle imprese ed oltre. I moderni sistemi informatici si basano su una complessa combinazione di persone, reti, hardware; come tale, un progetto di elaborazione sostenibile deve interessare tutti questi settori. Un progetto dovrebbe perseguire la soddisfazione degli utenti finali, rispondere alle esigenze di ristrutturazione aziendale, conformità alla normativa e ritorno degli investimenti. Nella gestione del proprio consumo energetico ci sono anche rilevanti interessi fiscali per le aziende; tra gli strumenti disponibili per la gestione del consumo energetico, uno dei più efficaci può essere il semplice e chiaro buon senso".

### Longevità del prodotto
Gartner sostiene che il processo di fabbricazione di un PC richiede il 70% delle risorse naturali utilizzate per il ciclo di vita dello stesso. Più recentemente, Fujitsu ha pubblicato il Life Cycle Assessment (LCA) di un computer desktop che mostra che la produzione e lo smaltimento rappresentano la maggior parte dell'impronta ecologica associata a quel PC.  Pertanto, uno dei grandi contributi del green computing è quello di prolungare la vita delle attrezzature. In un'altra sua relazione, Gartner raccomanda di "guardare alla longevità del prodotto, compresi espandibilità e modularità." Ad esempio, produrre un nuovo PC determina una impronta ecologica di gran lunga superiore rispetto a quella richiesta dalla produzione di un modulo di memoria RAM per il suo potenziamento.

### Efficienza degli algoritmi
L'efficienza degli algoritmi ha un importante impatto sulla quantità di risorse richieste dal computer per qualunque funzione computazionale ed esistono molti efficienti compromessi nella scrittura di programmi. Da quando i computer sono diventati molto numerosi e il costo dell'hardware è sceso, il relativo costo energetico e l'impatto della tecnologia sull'ambiente ha ricevuto sempre maggiori attenzioni. Si vede in tal senso un 'ritorno alle origini' cioè quando i PC avevano costi esorbitanti ed il codice del programma eseguibile doveva obbligatoriamente essere rapido, conciso, efficace e senza falle. Si ricerca finalmente quella che è la cosiddetta 'eleganza del codice' promossa già fin dagli albori della cultura Hacker, contrapposta a programmi creati da ditte che 'devono vendere il proprio prodotto' e poco importa che sia ben poco ottimizzato visto che avrebbe potuto sfruttare le sempre maggiori potenzialità dell'elaboratore per mascherare algoritmi molto migliorabili nell'efficacia al costo di sprechi di risorse (tempo ed energia) e spesso vulnerabilità del sistema.
Uno studio di Alex Wissner-Gross, fisico ad Harvard, stima che in media una ricerca su Google rilascia 7 grammi di anidride carbonica (CO₂). Tuttavia, Google rifiuta questo calcolo, argomentando invece che una tipica ricerca sul proprio motore produce solo 0.2 grammi di CO₂. Gli algoritmi possono anche essere usati per muovere dati negli archivi dove l'elettricità è poco costosa.

### Virtualizzazione
La virtualizzazione in ambito informatico si riferisce al processo di astrazione delle risorse di un computer, come far correre due o più sistemi logici su un unico set di hardware. Il concetto fu originato con il sistema operativo per mainframe dell'IBM durante gli anni Sessanta, ma venne commercializzato solo negli anni Novanta su computer con un'architettura x86. Attraverso la virtualizzazione, un amministratore può combinare molteplici sistemi in un'unica potente macchina riducendo l'energia consumata dal processore e dal sistema di raffreddamento. Diverse compagnie commerciali e progetti open-source offrono attualmente pacchetti software per attivare un passaggio verso il virtual computing.

### Terminal Server
I terminal server vengono utilizzati anche in processi di green computing. Quando gli utenti utilizzano terminal server, si connettono a un server centrale; tutta la computazione avviene a livello del server ma l'utente finale sperimenta l'utilizzo di un sistema operativo. Questo avviene attraverso la combinazione di thin client, i quali utilizzano circa un 1/8 della quantità di energia di un computer normale. L'utilizzo di questi terminali ha avuto un incremento grazie alla creazione di laboratori virtuali. Esempi di software per terminal server includono il Terminal Services per Windows e il Linux Terminal Server Project (LTSP) per Linux.

### Gestione energetica
L'Advanced Configuration and Power Interface (ACPI), uno standard industriale aperto, permette ad un sistema operativo di controllare direttamente gli aspetti di risparmio energetico del proprio hardware. Questo consiste nel dare la possibilità ad un sistema di disattivare automaticamente i componenti come i display e gli hard drive dopo un periodo di inattività settato. Inoltre, un sistema può ibernarsi, dove la maggior parte delle componenti, inclusa la CPU e la RAM, vengono spente. L'ACPI è il successore di un precedente standard del duo Intel-Microsoft chiamato Advanced Power Management, che permette al bios BIOS di controllare le funzioni di gestione energetica.
Alcuni programmi permettono all'utente di aggiustare manualmente il voltaggio della CPU, riducendo sia la quantità di calore prodotta sia l'elettricità consumata. Questo processo è chiamato undervolting. Alcune CPU possono automaticamente abbassare il voltaggio del processore a seconda dall'attività in corso; questa tecnologia è chiamata "SpeedStep" sui processori Intel, "PowerNow!"/"Cool'n'Quiet" sui chip AMD, LongHaul sulle CPU di VIA, e LongRun su quelli di Transmeta.

#### Centro elaborazione dati
I centri di elaborazione dati, che sono stati criticati per la loro straordinaria domanda di energia, sono un obiettivo primario per i sostenitori del green computing. Il governo federale statunitense ha fissato come obiettivo minimo un 10% di riduzione di consumi energetici per i data center energy nel 2011. Con l'aiuto del proprio superefficiente sistema di raffreddamento, Google è stata capace di ridurre il proprio consumo di energia fino al 50% della media delle industrie.

#### Alimentazione
Gli alimentatori per i computer desktop hanno generalmente un'efficienza pari al 70–75%, dissipando l'energia rimanente sotto forma di calore. Un'iniziativa industriale chiamata 80 PLUS certifica gli alimentatori che hanno un'efficienza minima dell'80%; tipicamente questi modelli sono predisposti per sostituire i precedenti, mantenendo però le stesse altre caratteristiche. Dal 20 luglio 2007, tutti i nuovi certificati Energy Star 4.0 implicano alimentatori con almeno un 80% di efficienza.

#### Immagazzinamento dati
Gli hard disk più piccoli (per esempio 2.5 pollici) spesso consumano meno energia per gigabyte rispetto a dischi fisicamente più grandi.
Diversamente dagli hard disk magnetici, i solid-state drive immagazzinano i dati in memorie flash o in DRAM. Non avendo parti mobili, il consumo di energia è ridotto. Mentre a dimensioni più elevate, gli SSD possono usare più energia rispetto agli hard disk. In un recente studio Fusion-io, azienda produttrice dei più veloci SSD al mondo, afferma di poter ridurre l'impatto ambientale e i costi operativi del data center di Myspace fino all'80%, aumentando al contempo la velocità dei drive.
Da quando il prezzo degli hard disk è fortemente diminuito, le storage farm hanno iniziato ad aumentare la loro capacità per mantenere sempre più dati online. Tutto ciò include archivi e backup che sarebbero stati salvati su supporti di altro genere e offline. Questo aumento di immagazzinamento di dati su server costantemente online ha aumentato i consumi energetici. Le nuove frontiere della ricerca stanno infatti cercando un modo per ridurre sensibilmente i costi degli ormai sempre più presenti archivi online.

#### Schede Video
Una GPU veloce, può rappresentare il componente che consuma più energia in un computer.
Le opzioni di efficienza energetica di un display includono:
- Non utilizzare la scheda video - usando un terminale condiviso, o un software di condivisione del desktop se il display è necessario.
- Utilizzare l'output video integrato sulla scheda madre o sul processore - tipicamente genera basse performance 3D e bassi consumi.
- Selezionare una GPU basata sul wattaggio medio o sulle performance per watt.

#### Display
I monitor LCD tipicamente usano un catodo freddo con un bulbo fluorescente per illuminare il display. Alcuni nuove display invece usano un vettore di LED, i quali riducono l'ammontare di elettricità utilizzata per illuminare lo schermo.

#### Sistema operativo
La Microsoft Corporation è stata fortemente criticata per aver prodotto sistemi operativi che, una volta installati, non erano energeticamente efficienti. La netta dominanza del mercato da parte dei sistemi operativi di Microsoft, ha comportato uno spreco di energia superiore a quello di altre iniziative di altri venditori. Microsoft ha annunciato di aver migliorato l'efficienza energetica dei suoi sistemi con il lancio di Vista, sebbene questa affermazione sia stata contestata.

### Riciclaggio
I computer, ma più in generale i sistemi elettronici, che hanno esaurito la loro funzione primaria possono essere riutilizzati per altri scopi o donati a enti di beneficenza e a varie organizzazioni no-profit. Tuttavia, diverse organizzazioni dedite al recupero hanno imposto requisiti minimi di sistema per le attrezzature donate. Le parti più obsolete però possono essere riciclate attraverso centri di riciclaggio comunali o privati.
Riciclando le parti di un computer si possono evitare di mandare in discarica materiali pericolosi come piombo, mercurio e cromo esavalente, spesso però gli scarti elettronici vengono spediti a Paesi in via di sviluppo dove gli standard di protezione ambientale sono più bassi rispetto a quelli europei e nordamericani. La Silicon Valley Toxics Coalition ha stimato che l'80% dei rifiuti elettronici raccolti dopo il consumo è inviato all'estero a nazioni come Cina, Pakistan e Ghana.
Gli accessori legati al mondo del computer, come le cartucce delle stampanti, la carta, e le batterie possono essere anch'essi riciclati.

### Telecomunicazioni
Le teleconferenze e le telepresenze sono tecnologie spesso utilizzate nelle iniziative di green computing. I vantaggi sono molteplici;  aumento della soddisfazione lavorativa, riduzione dell'emissione di gas serra dovuti agli spostamenti, e aumento dei margini di profitto come risultato della diminuzione dei costi per uffici, riscaldamento, illuminazione, ecc. I risparmi sono significativi; il consumo annuale medio di energia negli uffici statunitensi è superiore a 23 kilowattora per metro quadrato, con riscaldamento, aria condizionata e illuminazione che incidono per un 70% sui consumi energetici. Altre iniziative simili, come l'hotelling, riducono il consumo medio per impiegato riservando uno spazio fisico ai lavoratori solo quando necessario. Molte tipologie di mestiere - vendita, consulting, servizi di campo - si integrano bene con queste tecniche.
Il Voice over IP (VoIP) riduce le infrastrutture e il cablaggio della telefonia tradizionale utilizzando i collegamenti ethernet già esistenti.

### Indici energetici nelle telecomunicazioni
L'energia consumata nelle telecomunicazioni è rilevante anche se confrontata con quella richiesta dagli altri settori industriali. Si stima infatti che il 5,4 % di tutta l'energia elettrica prodotta nel mondo venga utilizzata dagli apparati di telecomunicazione. Nonostante questo, non esistono però indici energetici che permettano di effettuare una valutazione oggettiva. Le valutazioni effettuate riguardano, nel migliore dei casi, solo l'analisi dei singoli apparati, valutati sulla base del loro assorbimento energetico. Questo assorbimento non viene però comparato con le reali funzionalità e le performance (throughput), degli apparati stessi. Recentemente sono stati condotti degli studi volti ad individuare degli indici energetici, analoghi a quelli già presenti in altri settori (elettrodomestici, abitazioni, ecc.). L'identificazione di questi indici è comunque ancora in una fase embrionale.

### Ricerca
- Il sito www.greenIT-conferences.org[44] include un elenco di conferenze per la ricerca incentrata sulla informatica verde e tecnologie informatiche energeticamente sostenibili.
- La IGCC (International Green Computing Conference)[45] affronta i problemi chiave e gli argomenti correlati all'efficienza energetica nel settore informatico e della promozione di tecnologie e sistemi informatici rispettosi dell'ambiente.
- L'Energy Priorities Magazine (il mensile "Priorità Energetiche")[46] ha pubblicato una relazione in due parti nel 2007, che studia l'influenza verde del dipartimento IT al di là del centro dati, come ad esempio il telelavoro, l'hotelling e la building automation.